# Algorytm bankiera
Algorytm bankiera – algorytm służący do alokacji zasobów w taki sposób, aby uniknąć zakleszczeń. Jego autorem jest Edsger Dijkstra. Algorytm ten był po raz pierwszy wykorzystany w systemie operacyjnym zwanym THE, a opisany został w języku niderlandzkim w książce pt. Een algorithme ter vooikoming van de dodelijke omarming. Algorytm bankiera stosowany jest przez system operacyjny kiedy jakikolwiek proces zażąda zasobu. Zapobiega on wystąpieniu zakleszczeń przez odmówienie lub zawieszenie dostępu do zasobu w przypadku, gdyby dostęp do tego zasobu mógł spowodować wejście systemu w stan niebezpieczny.
Aby algorytm bankiera działał, potrzebne są następujące dane:
- jakiej części każdego zasobu każdy proces może zażądać,
- jakiej części każdego zasobu każdy proces aktualnie używa,
- jaką część każdego zasobu system ma aktualnie dostępną.